# Spagna napoleonica
La Spagna Napoleonica, ufficialmente Regno di Spagna, fu uno stato satellite della Francia guidato dal fratello di Napoleone Giuseppe I, che amministrò parte dei territori della Penisola Iberica durante la Guerra d'Indipendenza Spagnola (1808-1813).
Il territorio spagnolo che i francesi non riuscirono a sottomettere proclamò Ferdinando VII come proprio legittimo re e combatté a fianco del Regno Unito e del Portogallo per respingere i francesi. Le vittorie alleate a Salamanca e Vitoria valsero la caduta della Spagna Napoleonica. Successivamente, con il Trattato di Valençay, Napoleone riconobbe Ferdinando VII come legittimo re di Spagna.

## Storia

### Invasione del Portogallo
Quando Napoleone venne incoronato imperatore, la Spagna, avendo un importante accesso al Mar Mediterraneo e un vasto impero oltremare, finì subito nel mirino francese.
Napoleone si accordò con il governo spagnolo per un'alleanza militare contro il Portogallo (Trattato di Fontainebleau). Manuel Godoy, l'allora Primo Ministro, accettò volentieri l'offerta, permettendo alle truppe francesi di entrare in territorio spagnolo. Tuttavia, le vere intenzioni di Napoleone erano diverse: conquistare l'Iberia e mettere sul trono suo fratello Giuseppe Bonaparte, già sovrano di Napoli.
Nonostante il malcontento dato dall'accordo, più di venti mila soldati francesi entrarono in Spagna comandati da Junot nel novembre 1807, entrando a Lisbona alla fine del mese.
Il malcontento generato dalla guerra contro il Regno Unito (conseguente all'invasione del Portogallo) e dall'occupazione delle truppe francesi, costrinsero re Carlo IV, prima a sollevare dall'incarico Godoy, poi ad abdicare a favore di Ferdinando VII. Di conseguenza Napoleone si precipitò in Spagna e depose Ferdinando, ponendo sul trono Giuseppe I, proprio fratello.

### Guerra d'Indipendenza Spagnola
In risposta all'esilio della famiglia reale legittima, il popolo spagnolo insorse nella Rivolta del due di maggio. Murat scrisse a Giuseppe Bonaparte: "Il popolo di Madrid si è sollevato in armi, dandosi al saccheggio e alla violenza. Sono scorsi fiumi di sangue francese. L'esercito chiede vendetta. Tutti i saccheggiatori sono stati arrestati e saranno fucilati". Come scrisse il generale, la notte tra il due ed il tre maggio nella capitale, chiunque fosse sorpreso a portare con sé un coltello, fu arrestato e condannato a morte senza processo.